# Oksydacja broni
Oksydacja broni – pokrycie części metalowych broni ciemną (matową) warstwą tlenków metali.

## Przydatność
Broń oksyduje się w celu ochrony przed korozją. Innym zastosowaniem oksydacji broni jest zwiększenie intensywności odprowadzania ciepła przez promieniowanie.